# Kematen am Innbach
Kematen am Innbach település Ausztriában, Felső-Ausztria tartományban, a Grieskircheni járásban, területe 12,7 km².

## Fekvése
Tengerszint feletti magassága 350 méter. Kematen am Innbach Gallspach, Schlüßlberg, Pichl bei Wels, Offenhausen és Meggenhofen településekkel határos.

## Népesség
Lakosainak száma 1413 fő (2018. január 1.).